# Ranger 8

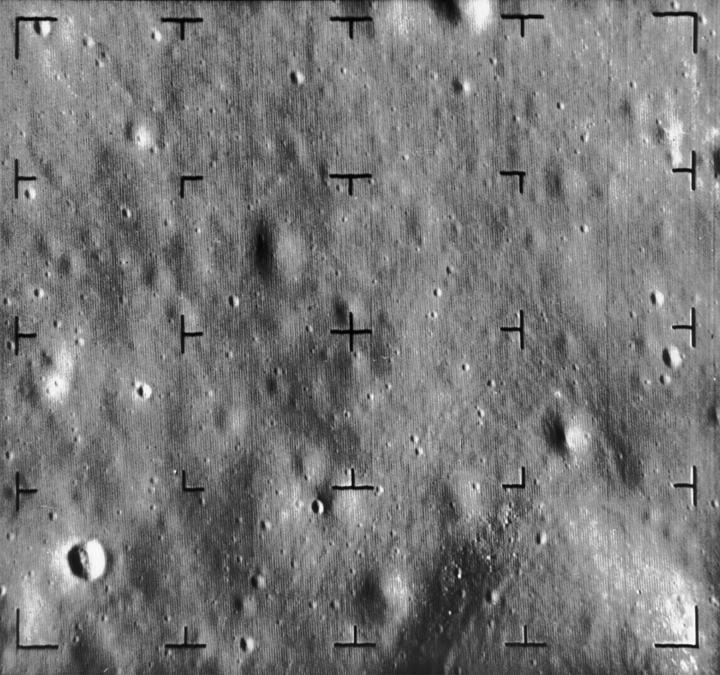
Aufnahme des Mare Tranquillitatis, fünf Sekunden vor dem Einschlag aus einer Höhe von ca. elf Kilometern

Ranger 8 war eine Raumsonde der US-amerikanischen Raumfahrtagentur NASA. Sie war die achte Sonde im Rahmen des Ranger-Programms zur Erforschung des Mondes. Sie war wie Ranger 6 und Ranger 7 im Block-III-Design gebaut und wog 367 Kilogramm. Wie die vorhergehenden Missionen sollte sie in den letzten Minuten vor dem Aufschlag Bilder der Mondoberfläche machen und zur Erde übermitteln.

## Mission
Ranger 8 startete am 17. Februar 1965 an Bord einer Atlas-Agena-B-Rakete von der Startrampe LC-12 der Cape Canaveral Air Force Station. Nach Erreichen der Parkbahn in 185 Kilometern Höhe wurde nach 14 Minuten die Agena-Oberstufe für neunzig Sekunden gezündet und Ranger 8 auf eine Bahn zum Mond gebracht. Die Sonde trennte sich einige Minuten danach von der Oberstufe und entfaltete ihre Solarpaneele. Am 20. Februar 1965 erreichte die Sonde den Mond. Um 09:34 Uhr UTC wurde aus einer Höhe von 2510 Kilometern über der Oberfläche das erste Bild gemacht und übermittelt. Das letzte Bild hatte eine Auflösung von 1,5 Metern. Die Sonde schlug mit ca. 2,68 km/s nach 64-stündigem Flug im Mare Tranquillitatis ein. Insgesamt sendete diese Sonde 7137 Bilder.
Die Mission war ein Erfolg.

## Trivia
Auf Bildern der im Jahr 2009 gestarteten Sonde Lunar Reconnaissance Orbiter ist die Aufschlagstelle zu sehen.